# Joan Mari Irigoien
Joan Mari Irigoien Aranberri (Alza, 30 de septiembre de 1948 - San Sebastián, 17 de mayo de 2023) fue un escritor en euskera y español.

## Biografía
Licenciado en Ingeniería, su profesión habitual ha sido la de traductor y adaptador al euskera de textos para la televisión del País Vasco, Euskal Telebista, así como profesor en ikastolas. Residió en Sudamérica unos años. Buen conocedor de autores como Ernesto Sabato o Mario Benedetti, ha estado influenciado sobre todo por Juan Rulfo y se le ha considerado un «novelista que crea amplios universos».
Como escritor de ficción, su primer libro fue Oilarraren promesak (1973), con el que ganó en 1976 la primera edición del Premio de la Crítica de narrativa en euskera, premio que ha obtenido en otras tres ocasiones con Poliedroaren hostoak, 1982 (con la que también obtuvo el Premio Azkue y que fue publicada en español como La tierra y el viento, 1997), Udazkenaren balkoitik en 1987 y Babilonia en 1989 (publicada con el mismo título en español por la editorial Acento en 1999). Del resto de sus obras se señalan Kalamidadeen liburua, de 1996, su primera novela de humor, Lur bat haratago que vio la luz en 2000 y que constituye su obra más extensa, y el poemario Hutsatik esperantzara, del que fue coautor con Iñaki Zubizarreta y con la que obtuvo el «Premio Ciudad de Irún».

## Obras

### Novela
- Oilarraren promesa (1973, Gero)
- Poliedroaren hostoak (1983, Erein)
- Babilonia (1989, Elkar)
- Consummatum est (1993, Elkar)
- Kalamidadeen liburua (1996, Elkar)
- Lur bat haratago (2000, Elkar)
- Ipuin batean bezala (2002, Elkar)
- Odolean neraman (2004, Elkar)
- Bestea da mundua (Orbetarrak I) (2008, Elkar)
- Haragiaren gauak eta egunak (Orbetarrak II) (2009, Elkar)
- Nor bere bidean (Orbetarrak III) (2010, Elkar)
- Ur arreak, ur garbiak (2011, Elkar)
- Arma, tiro, bammm! (2013, Elkar)

### Poesía
- Hutsetik esperantzara (1975, GAK)
- Denborak ez zuen nora (1989, Elkar)
- Hautsa eta maitemina (1998, Elkar)
- Letra txikiaz bada ere (2002, Elkar)
- XX. mendeko poesia kaierak - Joan Mari Irigoien (2002, Susa): Koldo Izagirreren edizioa
- Biziminaren sonetoak (2004, Elkar)
- Bi urtetako kronika fakultatiboa (2015, Elkar)

### Literatura infantil y juvenil
- Bakarneren gaztelua (1986, Erein)
- Udazkenaren balkoitik (1987, Erein)
- Metak eta kometak (1994, Elkar)
- Apaiz zaharraren gitarra (1996, Elkar)
- Komunista.com (2005, Elkar)
- Pistolak eta epistolak (2014, Elkar)[5]

### Biografía
- Lope Agirre (1979, Lur)